# الزي الشعبي الحوراني
الأزياء الشعبية للرجل الحوراني أو الأزياء الشعبية للرجال في شمال الأردن وجنوب سوريا هي تلك الأزياء التراثية التي يرتديها الرجال في إقليم حوران المنقسم بين الأردن وسوريا، والتي تمثل جزءًا مهمّا من تاريخ وهوية وثقافة الإقليم التي تتميز بأصالتها كجزء من الأزياء الشعبية المنتشرة في بلاد الشام، كما تتميز هذه الأزياء بصناعتها اليدوية المتقنة وزخارفها المبنية على التاريخ والمعتقدات لأهالي حوران في محافظات إربد وعجلون وجرش شمال الأردن، ودرعا والقنيطرة والسويداء جنوب سوريا.

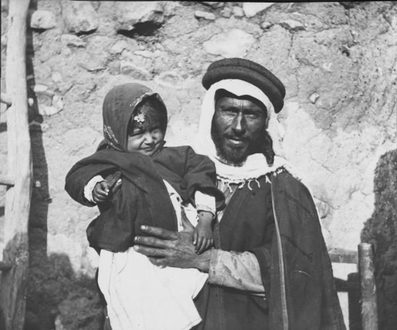
رجل وطفلته من الحصن - إربد - شمال الأردن 1905م

## المزنوك
المزنوك : ويسمى في بعض الدول العربية (قمباز). وهو رداء طويل (يستخدم كالدشداشة اليوم) لكنه مشقوق من الأمام، ضيّق من أعلاه، يتسع قليلاً من أسفله، ويُطبَق أحد جانبيه على الآخر ويثبّت برباط فيه. يخاط المزنوك من قماش الروز أو الكتان أو الجوخ حسب فصول السنة، وحسب القدرة المالية لمرتديه. وتتنوع ألوانه ودرجات لَمَعانه حسب المكانة الاجتماعية والقدرة المالية لمرتديه، والدارج من ألوانه: الأبيض، الأسود، الكحلي، الرمادي، الزيتي، البنّي، والبيج. وتكون سادة أو مقلَّمة، ولكن غالبًا ما تكون مقلّمة بخطوط طوليّة قريبة للون المزنوك الأصلي (أي ليست ذات لون مغاير).

### تزيين المزنوك
يمكن تزيين المزنوك الحوراني لميسوري الحال برسومات القيطان (خيوط سوداء من الحرير أو القطن) على عنق المزنوك (عرضيا) أو صدره (طوليا).
قَبّة المزنوك : تختلف هيئة القَبّة للمزنوك الحوراني حسب المكانة الاجتماعية والقدرة الماليّة لمرتديه، فمن كان ميسور الحال يزيّن القبّة برسومات القيطان (خيوط سوداء من الحرير أو القطن)، وقد تُغلَق قَبَّته دائريا على مقدار حجم الرقبة بزرّ جانبي (يرجع لذوق الشخص)، وقد يَخرُج من تحت عنق المزنوك قَبّة قميص إفرنجي بيضاء لتضيف مظهرا جماليا راقيا للمزنوك، أمّا من كان متعسّر الحال لم يكن ليغلق قبّة مزنوكه، بل يتركها مفتوحة على شكل (V) من دون زر لعدم قدرته المالية على شراء الأزرار، وبذلك ينكشف الصدر ويبقى عاريا.

## السُّتَر
وهي قطع الملابس التي تُلبَس فوق المزنوك:

### وتنقسم إلى
- الدّامِر : ويسميه البعض (الجُبّة)، والشتوي منه (الدرّاعة). وهو جاكيت عربي ذو أكمام طويلة يُلبَس فوق المزنوك بحيث يصل للخصر، وليس له أزرار أو سحّاب من وسطه حيث يبقى مفتوحا، ولزخرفته يُخاط على أكمامه وصدره وظهره أشرطة قماشية سوداء، أو برسومات القيطان (خيوط سوداء من الحرير أو القطن)، والدامر لايشبه جاكيت البِذلة الرّسمية الإفرنجية، ويأتي للرجال بالألوان: الأسود، الكحلي، الرمادي، والبيج.
- الإبطية : وهي كذلك سترة ذات تصميم عربي كالدامر، تصل للخصر وتُلبَس فوق المزنوك وليس لها أزرار أو سحّاب من وسطها، ولكنّها تختلف بكونها بلا أكمام (أي حفر)، وتأتي بألوان عديدة منها: الأسود، والرّمادي، والبني، والبيج، وقد تُزَخرَف أيضا بخطوط من القماش باللون الأسود، على الصدر والظهر، أو برسومات القيطان (خيوط سوداء من الحرير أو القطن).
- الجوكيت : وهو جاكيت البِذلة الإفرنجية الرّسمية، والذي يُلبَس فوق المزنوك، ومعظم من يرتديه هم رجالات الدولة والوجهاء والتُّجّار من كِبار السن، والذي يضفي عليهم طابعا حضاريا راقيا، ويأتي بألوان عديدة، منها: الأسود، الرمادي، الزيتي، والبيج.
- البانطو : ويسميه البعض (كَبُّوت). (وهو معطف البِذلة الإفرنجية الرسمية)، والذي يُلبَس فوق المزنوك، ويصل إلى ما تحت الرّكبة، معظم من يرتديه هم من رجالات الدولة والوجهاء والتّجّار من كبار السن، والذي يضفي عليهم طابعا حضاريا راقيا، ويأتي بألوان عديدة، منها: الأسود والرمادي.
- الصدريّة : وهي (Vest) لبِذلة إفرنجية رسمية، تُلبَس كما تُلبَس الإبطيّة لكنها تختلف بكونها خفيفة وضيّقة وتحتوي على أزرار، وتأتي بألوان عدة، منها: الأسود، الرّمادي، والكحلي، وقد تكون مقلَّمة بخطوط طوليّة ذات لون بدرجة قريبة.

## ما تحت المزنوك
وهي قطع الملابس التي تُلبَس تحت المزنوك، ومنها:

### الملابس الداخلية
- السِّروال : وهو بنطال واسع فضفاض أبيض أو أسود اللون (وغالبا أبيض)، مصنوع من الكتّان يربط برباط يسمى (الدَكّة) على مقدار حجم الخصر، ويرتدى تحت المزنوك.
- قميص النوم : وهو (بلوزة كُم طويل) مصنوع من الصوف أو القطن ويرتدى تحت المزنوك وتوضع أطرافه تحت السروال. ولا يظهر أي جزء منه، ويرتدى هذا القميص أيضا أوقات النوم.

### ما يلبس تحت المزنوك للزينة
- ثوب الرِّدن : وهو مزنوك ذو أكمام مثلّثية بيضاء، طويلة ومتدلية إلى الأرض، يُلبَس ثوب الردن تحت المزنوك الأساسي، والهدف منه إبراز أكمامه الطويلة، ويُعَدّ ارتداءه نوع من الافتخار كدلالة على الفروسية والمهارة في القتال، وكان أهالي حوران قديما يتغنّون بصاحب الأردان بتسميته «ميّاح الأرداني».
- القميص الإفرنجي : وهو قميص بِذلة إفرنجية رسمية، يُلبَس تحت المزنوك وفوق قميص النوم، والهدف من ارتداءه هو إبراز قَبّته من أسفل قَبّة المزنوك، لإعطاء مظهر جمالي راقي لمرتديه.

ويقتصر هذان النوعان مِمّا يُلبَس تحت المزنوك للزينة على ميسوري الحال فقط من أهالي حوران قديما.

## العباءة
- العباءة : ويسميها بعض أهالي حوران (بشت). وهي سترة كبيرة ذات اكمام طويلة، تصل لحد القدمين بحيث تغطي في طريقها المزنوك كاملًا، وتأتي بأنواع وألوان كثيرة، وتكون غالبًا مقصبة بخيوط القيطان المذهّبة على أطرافها للأغنياء، إلّا أن ذلك القصب لا يكون خميلا كما هو الحال اليوم بل رفيعا ويتدلّى منه شراشب القيطان المذهّبة الصغيرة، ومن ألوان العباءة: الأسود، الأبيض، السكني، البنّي الغامق، والفاتح. وكان قديما يعرف من قصب العباءة وجودة قماشها ثراء لابسها أو فقره.
- الفروة : وهي عباءة شتوية مبطّنة بالصوف، وتختلف بمظهرها عن العباءة العادية لإمكانية وجود زخارف من أشرطة القماش السوداء عليها، أو رسومات القيطان (خيوط سوداء من القطن أو الكتان)، عدا عن ذلك فإنها قد تقصَّب كما العباءة العاديّة.

## غطاء الرأس
- الشَوْرة : وتسمى أيضا (القَظاظة). وهي قطعة قماش تصنع من القطن، لونها أبيض سادة أو أسود سادة، تكون مربّعة الشكل، وتُثنى بشكل مثلثي وتوضَع على الرأس وتثبَّت بالعِقال. وقد تُنسَّل أطرافها وتُبرَم خيوطها على شكل كُرات صغيرة (شراشب)، أو قد تُثنى هذه الأطراف ثَنية عادية وتُخاط يدويا.
- السِّلك : وتسمى أيضا (شِماغ) و(شِماخ). وهو قطعة قماش تصنع من القطن أو الكتان، ويُلبَس كالقظاظة، لكنه يختلف عنها بكونه مزخرفا وملونا برسومات وأشكال عديدة، ومِمّا يتميّز به الشِّماغ الحوراني هو الهَدَب والشراشب البيضاء المتدلّية من أطرافه.
- الفِراشة: وهو ارتداء منديلين من أغطية الرأس، كدلالة على المكانة الاجتماعية المرموقة، أو على ثراء المرتدي.
- العِقال : وهو سلك أسود مجدول من شعر الماعز، يُشَكِّل دائرة مغلقة، والتي تُطوى مُشَكِّلة طبقتين وتوضع على الرأس لتثبيت الشِّماغ أو الشورة، وقد يتدلى من العقال أيضا الشراشب السوداء، ويفضّل أهالي حوران ارتداء العقال السحاب والمبرد، إلّا أن الشيوخ الكبار والأمراء يرتدون العقال الذهبي المقصَّب، ومنهم الأمير راشد باشا الخزاعي الفريحات شيخ مشايخ جبل عجلون قديما.
- الطاقية : بيضاء اللون، توضع على الرأس في المقام الأوّل تحت الشورة أو السِلك، وتصنع من القطن الأبيض السادة أو الصوف أو وبر الجمال.

## السلاح
كان لا بد للرجل الحوراني قديما من حمل السلاح تحت عبائته، سواء السلاح الأبيض أو السلاح النّاري، لغرض الدّفاع عن النفس من خطر الحيوانات المفترسة، والغزوات البدوية، والشجارات المحلّيّة، وكان حمل السلاح يضيف نوعا من الوقار والهيبة للزي الأصلي.

### ومن الأسلحة والمعدات التي كان يرتديها الرجل الحوراني قديما
- الزنّار : ويسميه البعض في حوران (قشاط) و(حزام). وهو شريط جلدي أسود أو بني اللون، عرضه من 3-4 سم، يلبس فوق المزنوك وتكون حديدته من الجهة الأمامية من الخصر وليس من الخلف وتُثَبَّت في يمينها الشبرية، وقد يُرَكَّب على الزنّار بيتًا للمسدس على جانبه الأيسر، وقد يخاط على طول الزنّار مواضع جلدية لصف رصاصات المسدس إلى جانب بعضها البعض، وبمقدور المرتدي أن يفصِّل أي بيت جلدي للغرض الذي يريده أيا كان.
- الجناد : شريط جلدي بنّي أو أسود كما الزنار، لكنه يوضع على الصدر أما بشكل أحادي جانبي مائل أو ثنائي مُصَلَّب، وهو لا يُلبَس إلا مع الزنار، حيث تثبت اطرافه به، ويستخدم لوضع رصاص البندقية عليه، كمّا انه يعطي مظهرا من الجمال والهيبة للرجل الحوراني.
- الشِّبريّة : خنجر قصير (نصله شبر) غير معقوف النصل، يستخدم للدفاع عن النفس وذبح الأغنام، يثبَّت على الزنار من الأمام، ويدل على كرم وشجاعة مرتديه.
- الفرد : (المسدس). وهو سلاح ناري يشَغَّل بيد واحدة، ويثبَّت في الجهة اليسرى من الخصر، أما على الزنار أو بجناد مخصص لحمله.
- البارودة : (بندقية). وهي سلاح ناري يسند إلى الكتف أثناء إطلاقه. ويستخدم في القتال والصيد. وتثبَّت البارودة على الظهر عن طريق شريط قماشي في ظهرها، وكان يطلق على الرجل المسلّح بالبندقية: (بواردي).
- السيف : ويثبّت في الجهة اليسرى من الخصر، أما عن طريق جناد خاص، أو حبال وشراشب قماشية حمراء مخصّصة.
- الرمح : هو عصا خشبية في نهايتها قطعة معدنية مدببة. والقصير منها يدعى (شلفا)، ويبقى الرمح محمولا في اليد ولا يُرتَدى كما السيف، ويستخدم للقتال والصيد.

## الزينة

### كان الرجل الحوراني يزيّن ملابسه بكل من
- ساعة الجيب : وهي ساعة بشكل قلادة تثبّت من سلسلتها على عنق المزنوك، وتُخَبّأ في جيب مخصّص في صدر المزنوك الأيسر.
- الخاتم : ويُلبَس عادة في الخنصر تزيّنا.
- الشراشيب : وهي حبال قماشية حمراء اللون تُلفّ على الصدر فوق المزنوك، وتُثبّت أطرافها بالحزام، أو بطرف المسدّس كي لا يُفقَد.

تقتصر هذه الأنواع الثلاث من الزينة على ميسوري الحال فقط في المجتمع الحوراني القديم.

## لباس القدم
كان أهالي حوران يطلقون اسم «وطية» على كل ما يُرتدى في القَدَم، (أي الشيء الذي تطأه الأقدام).

### وكان الحوراني يرتدي في قدمه
- الجرابات : (الجوارب). تستخدم لحفظ الأقدام وتدفئتها وامتصاص العرق تحت الحذاء أو الجزمة، كما تلبس أثناء النوم للدفء.
- الحِذا : هو حذاء جلدي بارز المقدِّمة بدون أربطة، يغطي القدم لحد الكاحل، يرتديه الرجل الحوراني في الصيف كونه عملي ومريح.
- الجزمة : هي حذاء عالي الساق، يرتديه الرجل الحوراني شتاءً كونه يقي الأقدام من البرد ودخول الماء.